# 四个意识
四个意识，是现任中国共产党中央委员会总书记习近平于2016年1月提出的执政理念，指“政治意识、大局意识、核心意识、看齐意识”。

## 历史
在2016年1月29日召开的中共中央政治局会议上，习近平总书记提出增强“政治意识、大局意识、核心意识、看齐意识”。其中，“政治意识”、“大局意识”在中共十八大前就已常被提及，而“核心意识”、“看齐意识”则是十八大后新提出的。

## 内容
1. “政治意识”，主要是指政治思想、政治观点，以及对于政治现象的态度和评价。当前和今后一个时期，决胜全面小康、进而实现中华民族伟大复兴的中国梦，迫切需要党员干部保持清醒的政治头脑，保持敏锐的政治观察力和鉴别力，坚定正确的政治立场，始终坚守对马克思主义的信仰、对中国特色社会主义和共产主义的信念、对党和人民的绝对忠诚。
2. “大局意识”，主要指自觉站在党和国家大局上想问题、看问题，坚决贯彻落实中央决策部署，确保中央政令畅通。
3. “核心意识”指的是“习近平总书记在新的伟大斗争实践中已经成为党中央的核心、全党的核心”。
4. “看齐意识”指的是“坚定自觉地在思想上政治上行动上同以习近平同志为核心的党中央保持高度一致”。